# 松田重治
松田 重治（まつだ じゅうじ、1952年5月7日 - ）は、日本の男性声優である。アクターズハウス佐野屋本店所属。広島県出身。広島県立広島工業高等学校卒業。

## 略歴
俳協演劇研究所、テレビタレントセンター卒業。
以前は劇団櫂に所属していた。
2004年頃、芸名を松田 和磨（まつだ かずまろ）としていたことがあった。

## 人物
石山勝巳に代わって2014年3月まで『ポンキッキ』シリーズのムックの声を演じており、『ポンキッキ』以外にもフジテレビ系のテレビ番組やCMにムックとして出演することもある。
資格は普通自動車免許。特技は空手。趣味はゴルフ、スキンダイビング、ラーメン食べ歩き。
ワークショップ団体「色えんぴつ」で、芝居の講師も行っている。

## 出演作品
太字はメインキャラクター。

### テレビアニメ
1978年
- ルパン三世 (TV第2シリーズ)（1978年 - 1980年）

1979年
- ザ☆ウルトラマン（ジャダン星人工作員）
- ベルサイユのばら
- キャプテン・フューチャー

1980年
- フウムーン

1981年
- あしたのジョー2

1983年
- キャッツ・アイ
- スペースコブラ

1984年
- 北斗の拳（1986年 - 1987年、兵士、拳王軍団団長、海賊、修羅） - 2シリーズ

1986年
- 銀牙 -流れ星 銀-（ハイエナ）
- ロボタン

1988年
- 魁!!男塾（松尾鯛雄）

1992年
- キン肉マン キン肉星王位争奪編（バッファローマン〈2代目〉）

1997年
- 金田一少年の事件簿（八十島隆造）
- ドクタースランプ（1997年 - 1999年、学園長、校長）

2000年
- おーいおはなしだよ

### 劇場アニメ
- ルパン三世 カリオストロの城（1979年）
- あしたのジョー（1980年）
- FUTURE WAR 198X年（1982年）
- 魁!!男塾（1988年、松尾鯛雄）
- ドラゴンボールZ 龍拳爆発!!悟空がやらねば誰がやる（1995年、ホイ[9]）

### OVA
- 湘南爆走族（1986年、地獄の軍団、大城）
- ゴクウ（1989年、風林寺ゴクウ）
- ビー・バップ・ハイスクール（1990年 - 1993年、朴）
- 銀河英雄伝説（1992年、ブラウヒッチ）

### ゲーム
- クーロンズゲート KOWLOON'S GATE -九龍風水傳-（1997年、あぶく男、物の怪使い）
- ネットハイ（2015年、ヒリ也[10]）

### 吹き替え
- ファースト・ミッション（カムの部下）
- マイ・ラブ（指揮者〈フランシス・レイ〉）※TBS版

### 特撮
- ウルトラマン物語（1984年、ウルトラセブンの声）
- 仮面ライダークウガ EPISODE1「復活」（2000年、テレビ朝日） - 山岳救助隊隊長 役[要出典]
- 天装戦隊ゴセイジャー（2010年、ブロッケン妖怪のセマッタ霊の声）

### テレビドラマ
- 赤かぶ検事の逆転法廷 第6話「必殺!?分身殺人」（1992年、ABC） - 矢口雄一郎 役

### テレビ番組
- 『ポンキッキ』シリーズ（ムックの声）
  - ひらけ!ポンキッキ
  - ポンキッキーズ
  - ポンキッキーズ21
  - ガチャガチャポン!
  - ポンキッキ
  - Beポンキッキ
- シルシルミシル（ダスキンモップくんの声）
- 素敵にドキュメント（ナレーター）

### CM
- 公共広告機構『迷惑の輪』（1984年度、劇団櫂のメンバーとして出演）
- 東海旅客鉄道（JR東海）『リゾートライナー』(1988年、ナレーション）
- 任天堂『マリオペイント』（1992年、マリオ）
- ヤマト運輸『クロネコヤマトの宅急便』（ナレーション）
- JAバンク『ちょちくちょきんぎょ』(2005年、ナレーション）